# Parc national de La Réunion
Le parc national de La Réunion est un parc national français situé sur l'île de La Réunion, département d'outre-mer de l'océan Indien.
Créé le 5 mars 2007, son cœur, d'une superficie de 105 447 hectares, couvre 42 % de la surface de l'île, et comprend du nord au sud les cirques de Mafate, Salazie et Cilaos et le volcan du piton de la Fournaise.
L'une de ses missions principales est de protéger l'endémisme existant sur l'île. L'Union internationale pour la conservation de la nature classe l'île de la Réunion dans un point chaud de biodiversité, avec Madagascar et l'archipel des Mascareignes. Le cœur du parc national abrite 94 % de la biodiversité de l’île, soit plus des 4/5 des Mascareignes. Depuis le 1er août 2010, sa zone cœur est inscrite au patrimoine mondial sous l'appellation « pitons, cirques et remparts de l'île de La Réunion ».

## Géographie

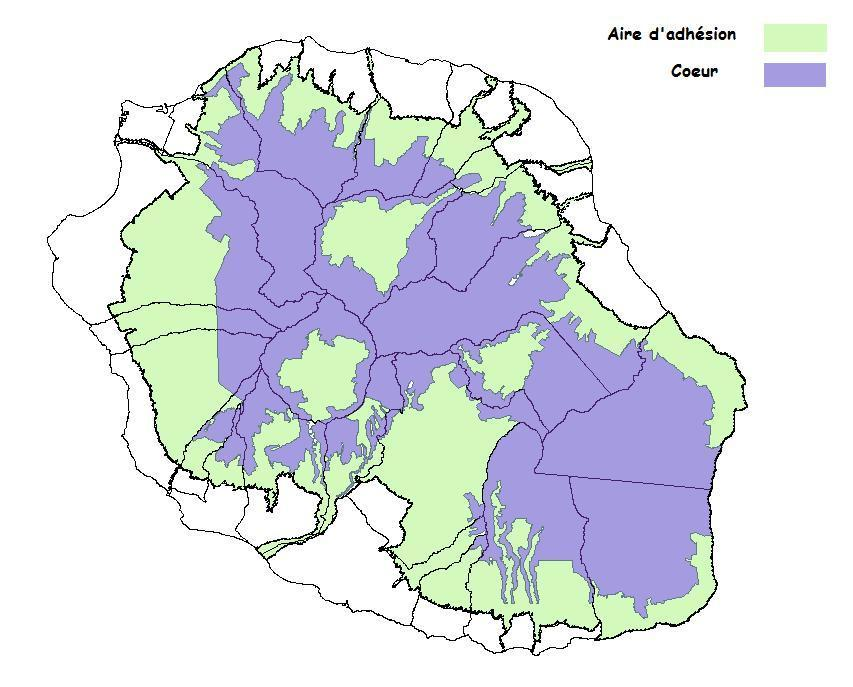
Carte des zones centrale et périphérique du parc national de La Réunion.

### Relief

#### Le piton de la Fournaise, volcan toujours actif
Le piton de la Fournaise culmine à 2 632 mètres d'altitude.
C’est un ensemble cohérent et composé de trois sous-ensembles paysagers : l'Enclos, lieu unique qui offre au visiteur un paysage merveilleux se transformant au fil des éruptions, les grandes étendues minérales, un décor lunaire cerné par des remparts où la végétation lutte contre les températures extrêmes, et enfin les grandes coulées, aujourd'hui exploitées par l'agriculture où la forêt subsiste témoignant ainsi des paysages historiques de ces pentes.

#### Le piton des Neiges
Le piton des Neiges, point culminant de l'océan Indien, atteint 3 071 mètres d'altitude.
Le volcan est éteint depuis 120 siècles et est à l'origine de la création des deux tiers de l'île, mais son nom est trompeur, car ce toit de La Réunion est rarement couvert d’un manteau blanc : malgré les basses températures, il n’y a pas de neiges éternelles et les chutes de neige y sont peu fréquentes. Il est inscrit en 2010 par l'Unesco sur la liste des biens naturels du Patrimoine mondial. Le paysage grandiose et unique du piton des Neiges reste protégé car il fait aussi partie du parc national de la Réunion.

### Hydrographie
La Réunion possède un réseau hydrographique très dense, constitué de centaines de cours d’eau secondaires, de bras et de ravines. En effet, l'île compte 24 rivières et cours d’eau principaux, dont 13 rivières pérennes. Le débit des rivières ainsi que les vitesses d’écoulement sont variables, elles peuvent alors atteindre des valeurs considérables au moment de la saison des pluies.
L’île détient la quasi-totalité des records mondiaux de pluviométrie , on estime qu’elle recevrait environ 7 milliards de mètres cubes d’eau par an issus essentiellement des précipitations. La géologie volcanique complexe de l’île permet aussi une forte infiltration des eaux dans le sous-sol, appelées « eaux souterraines », qui constitue une part importante de l’eau potable consommée à La Réunion.

### Climat
La Réunion, département d'outre-mer de la France est situé dans l'océan Indien au sud de l'équateur, avec un climat tropical, une saison chaude et humide (décembre à mars), et une saison fraîche (juin à septembre). Il existe néanmoins des différences significatives entre les zones comme l'intérieur de l'île qui est montagneux pour permettre aux vents d'apporter la pluie sur les pentes orientales tout au long de l'année, alors que les versants occidentaux ne sont pluvieux que pendant la saison chaude et humide, tandis que le reste de l'année ils reçoivent peu de pluie, et sont même un peu plus chauds. On peut donc dire que l'île est donc divisée en deux. La côte nord-ouest, où se trouvent les plus belles plages, est presque aride.

## Patrimoine naturel
Le cœur du parc national offre une multitude de paysages naturels grandioses, les éruptions volcaniques successives et les effondrements et l’érosion ont permis la construction des pitons, cirques et remparts qui nous offrent aujourd'hui un relief impressionnant et regorgeant d'histoire. 110 types d'habitats y sont abrités, du littoral (jusqu’à 3070 mètres), en passant par des forêts sèches, tropicales humides, des pandanaies ou des tamarinaies qui valent de figurer parmi les 25 hauts lieux de la biodiversité mondiale. Le cœur abrite également des zones habitées (îlets de Mafate, de Salazie, de Cilaos), mais aussi plusieurs élevages de bovins et des espaces sylvicoles.

### Faune
L'écosystème de la Réunion est riche en termes d'espèces endémiques.

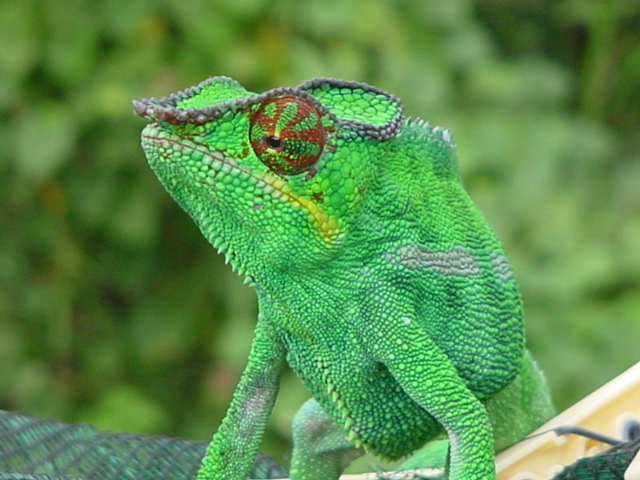
Endormi
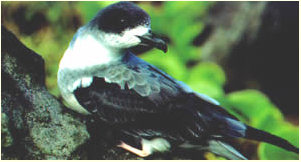
Pétrel de Barau
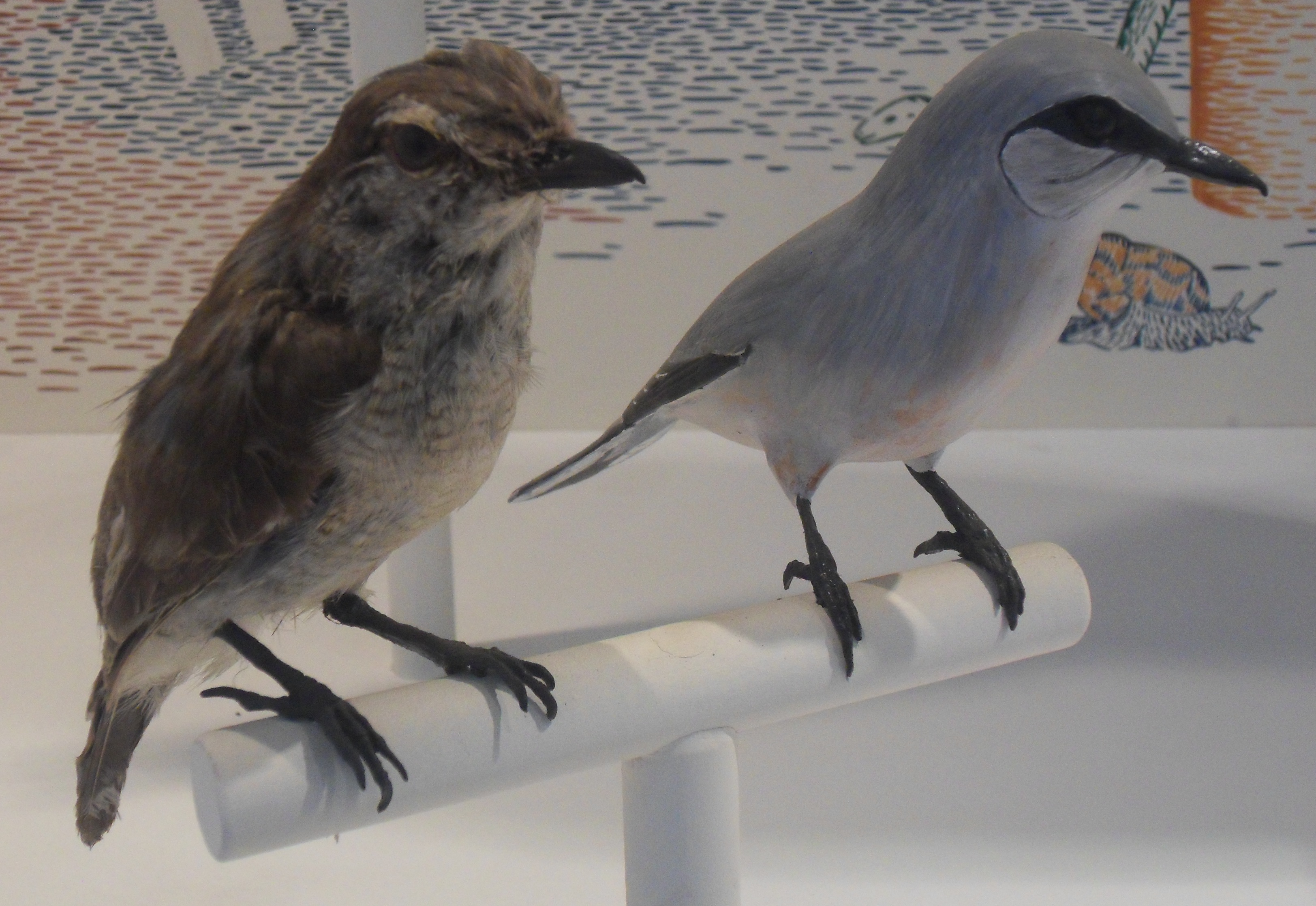
Tuit-tuit
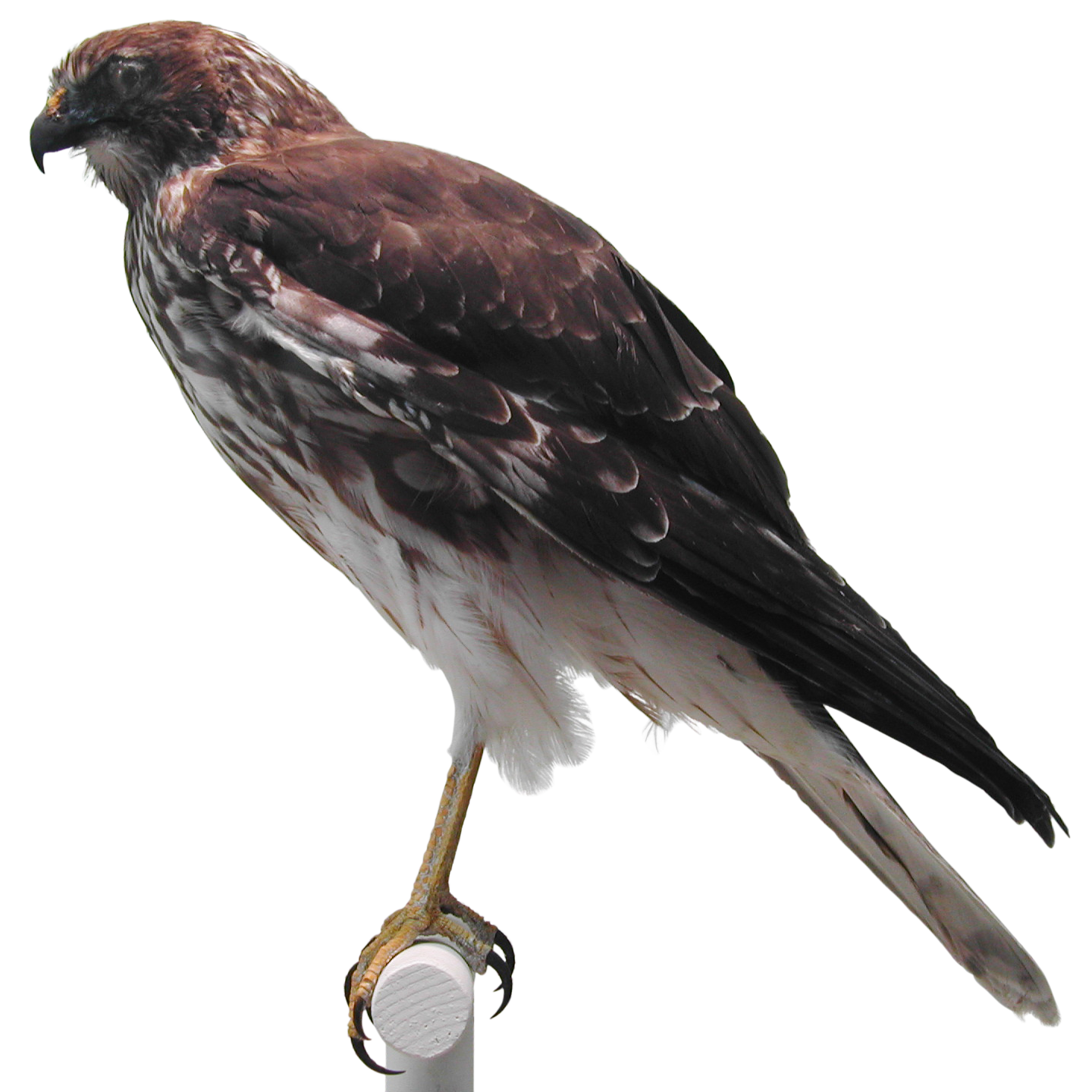
Papangue
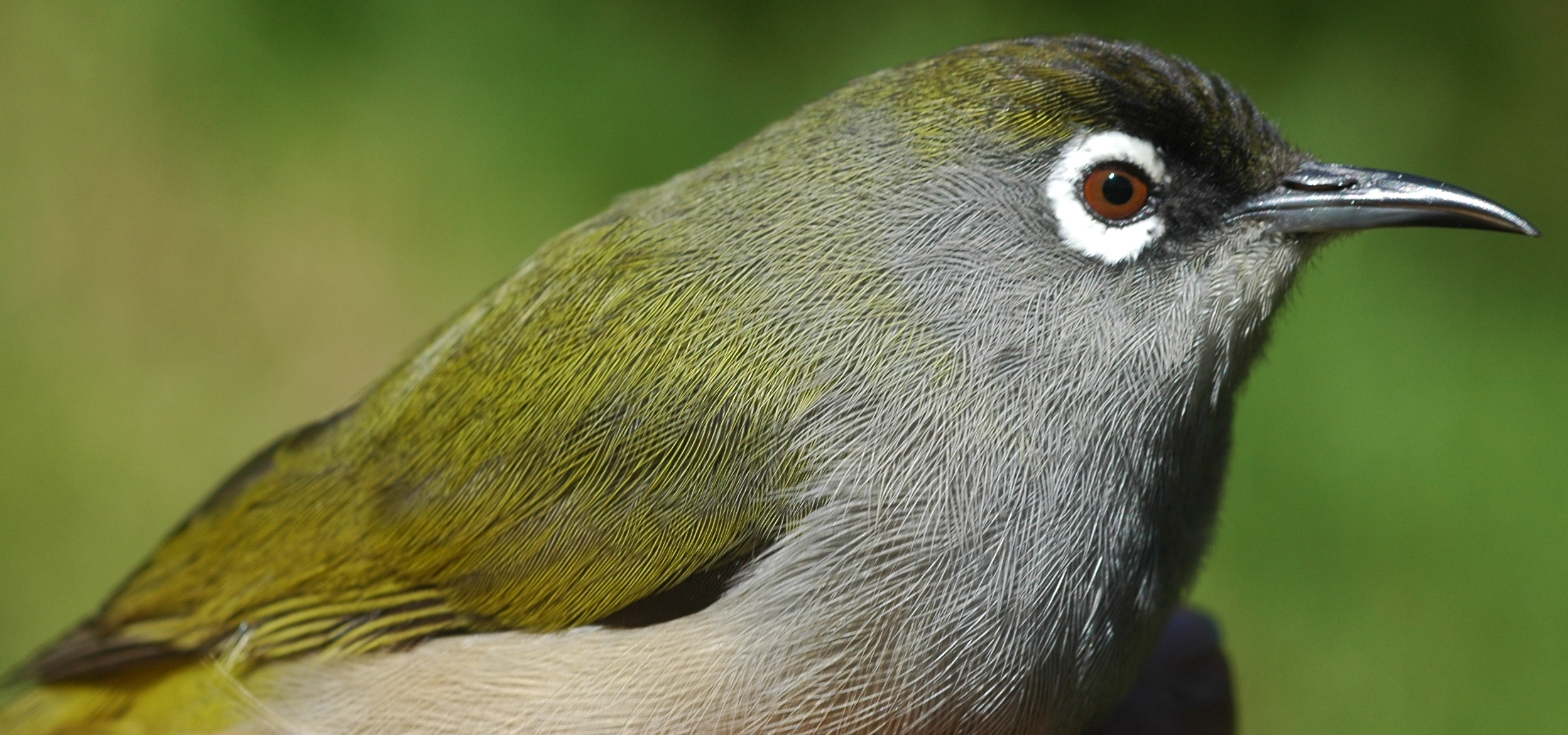
Oiseau vert
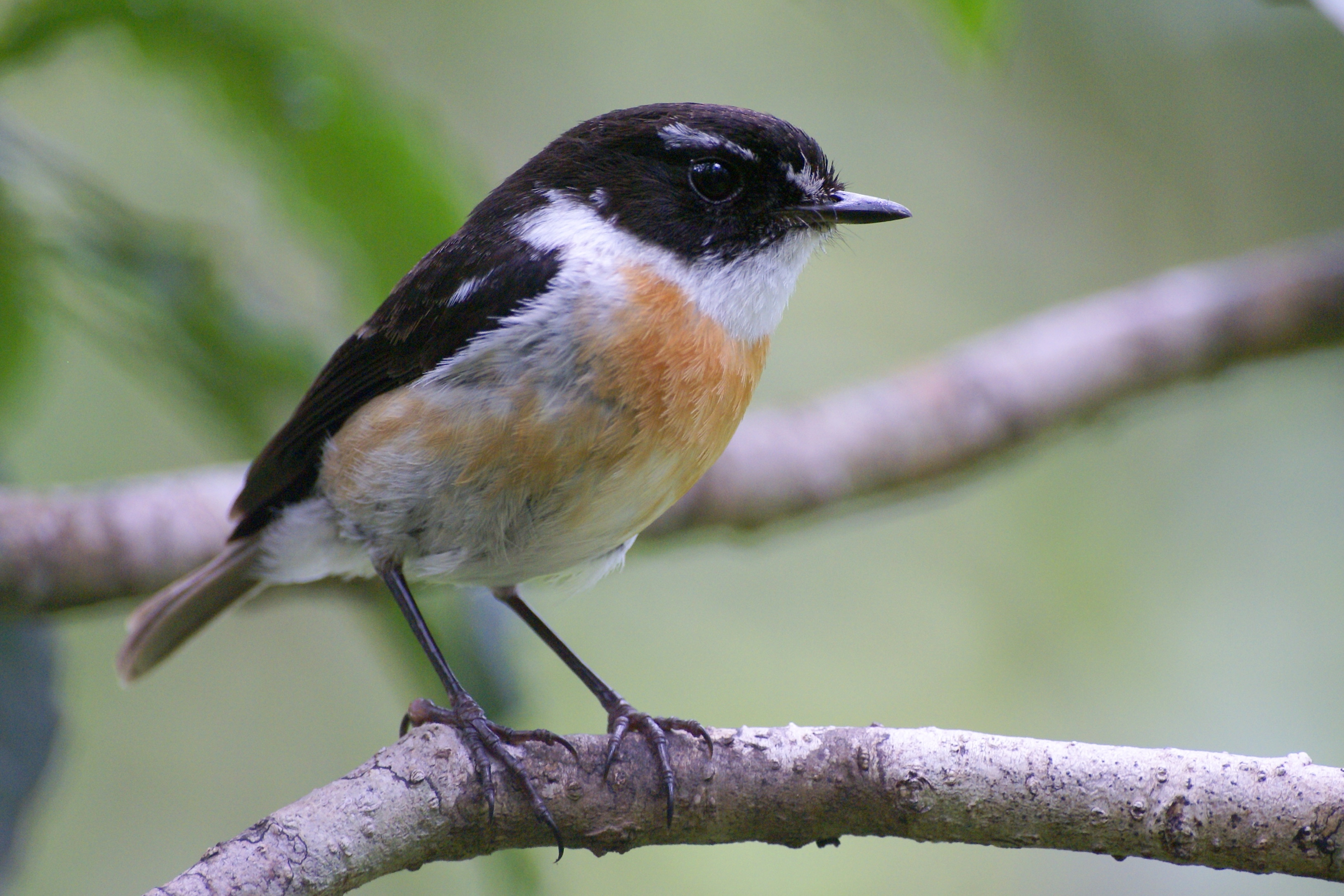
Tec-tec
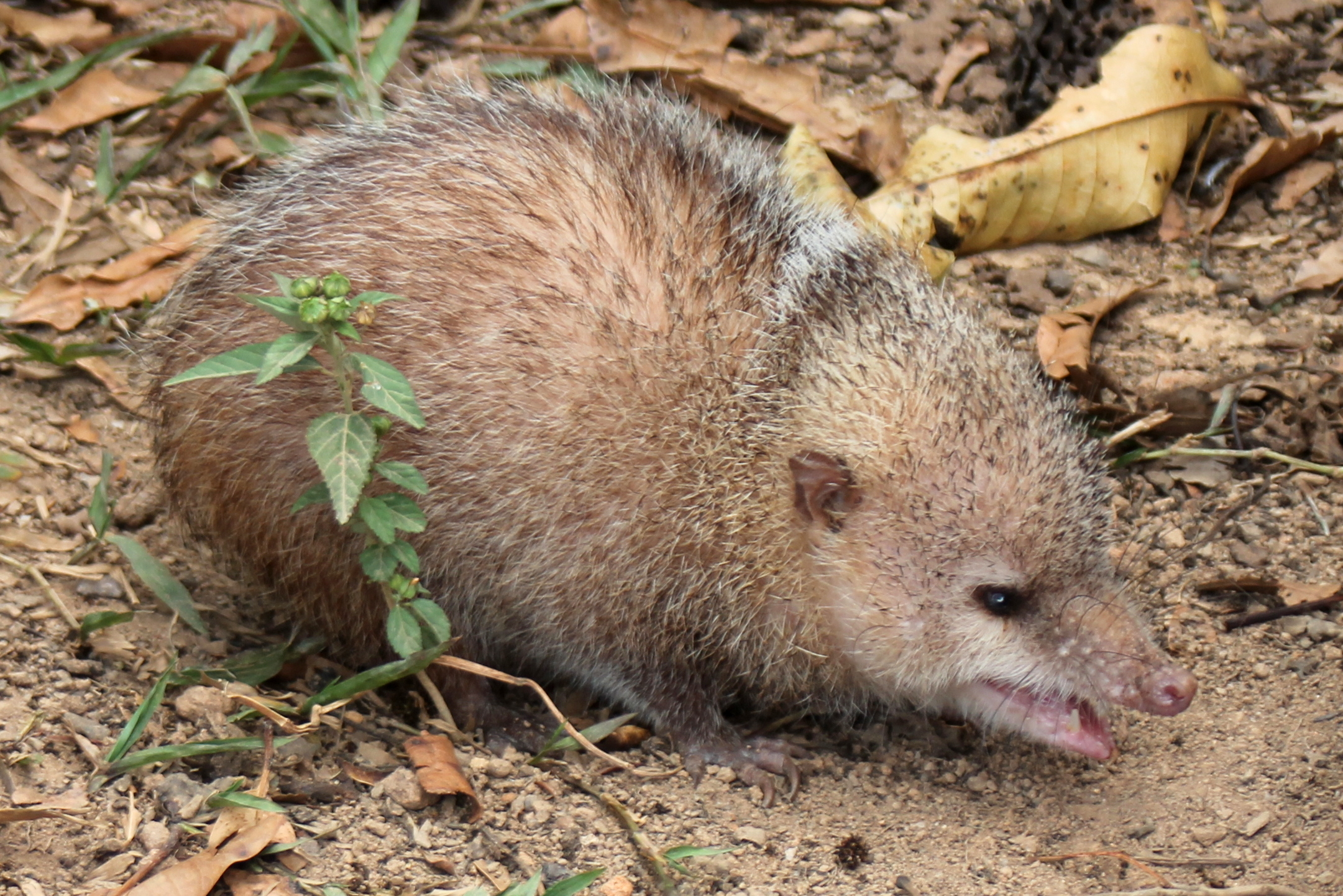
Tangue

### Flore

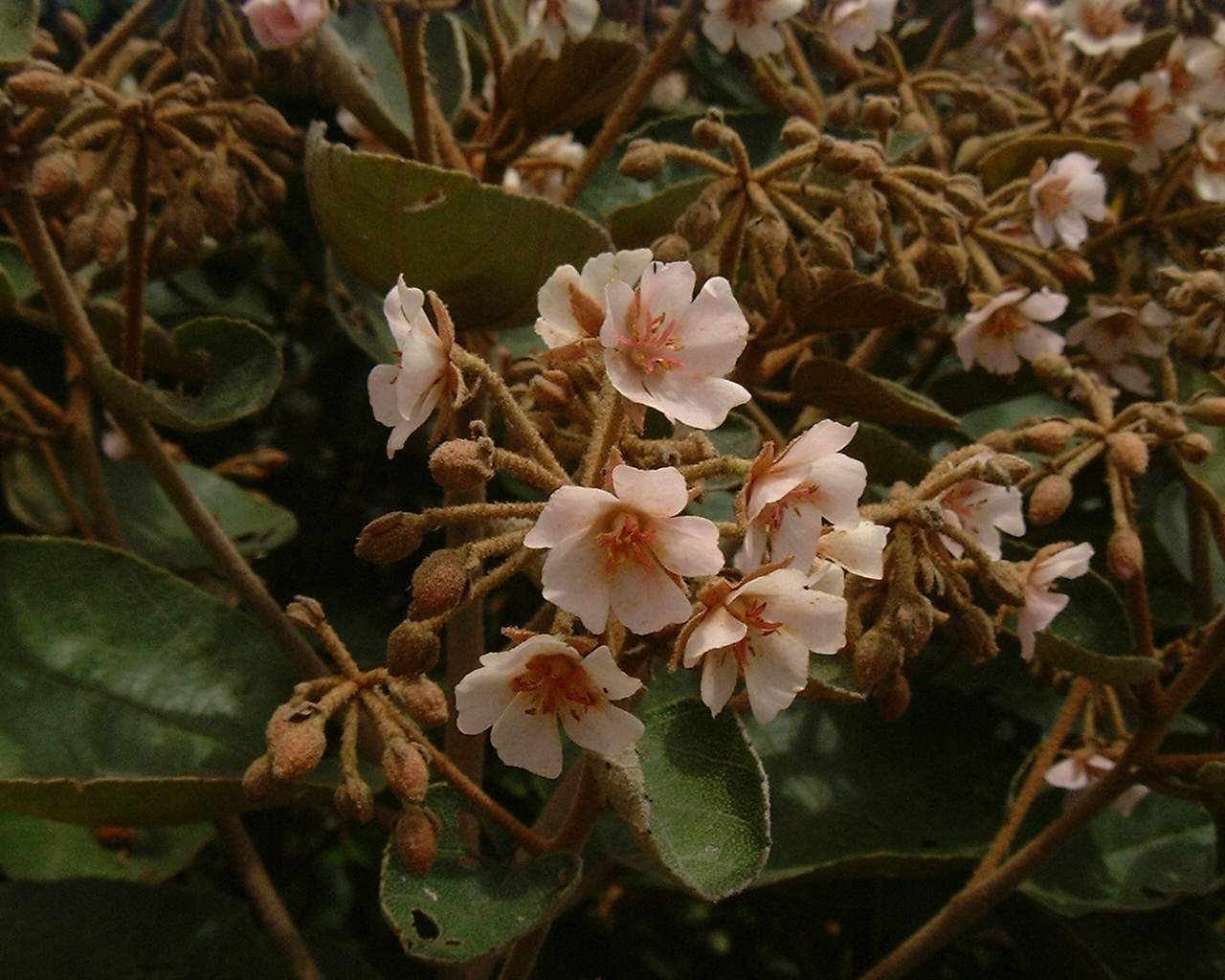
Le petit mahot (Dombeya ficulnea) est une espèce florale endémique que le parc doit protéger.
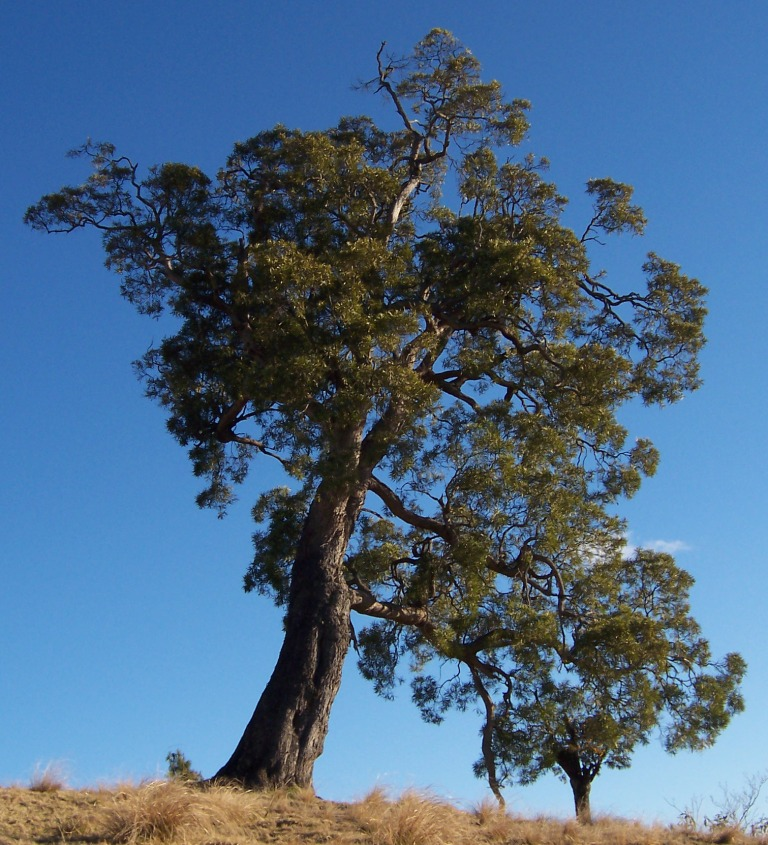
Tamarin des Hauts
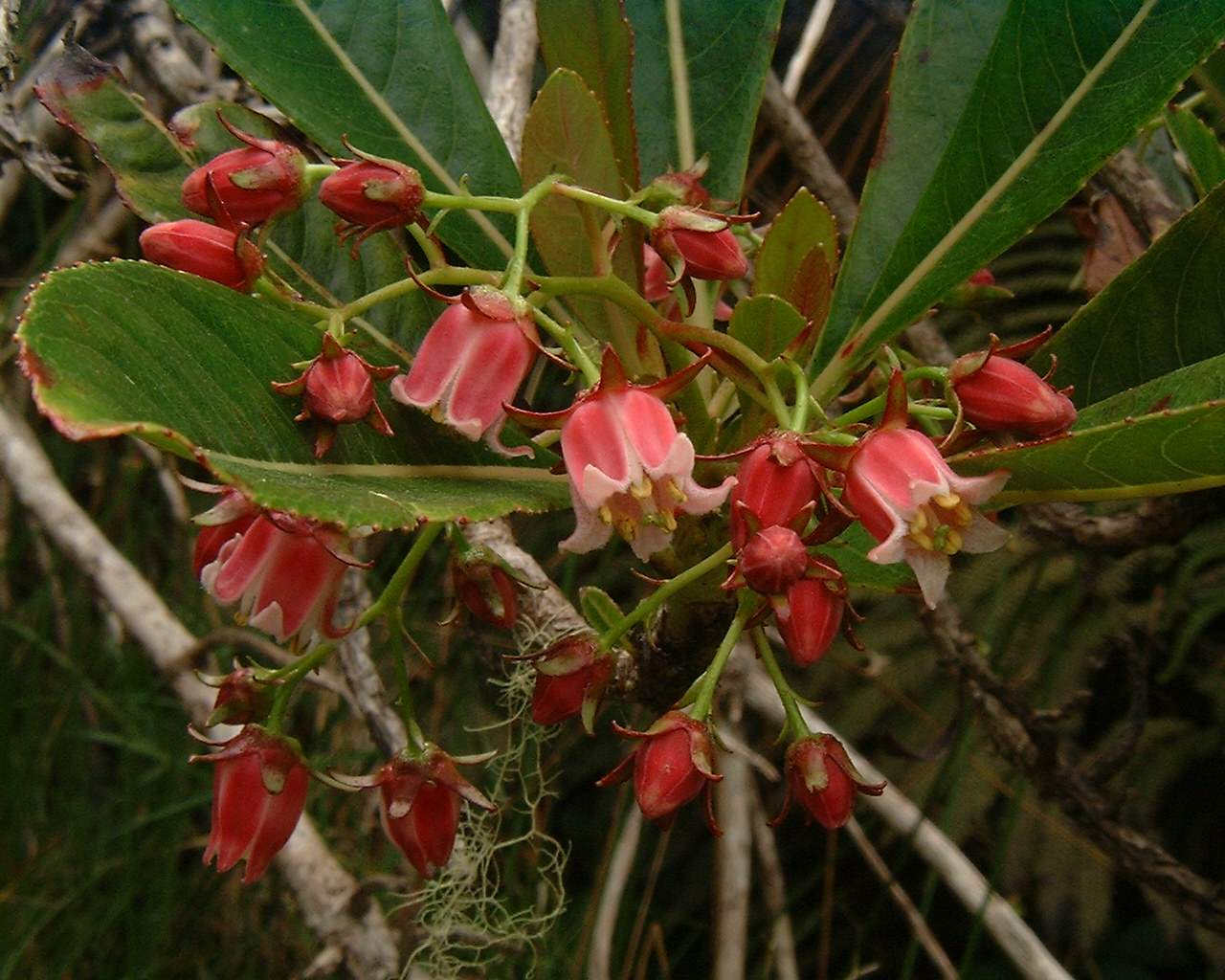
Bois de Laurent Martin
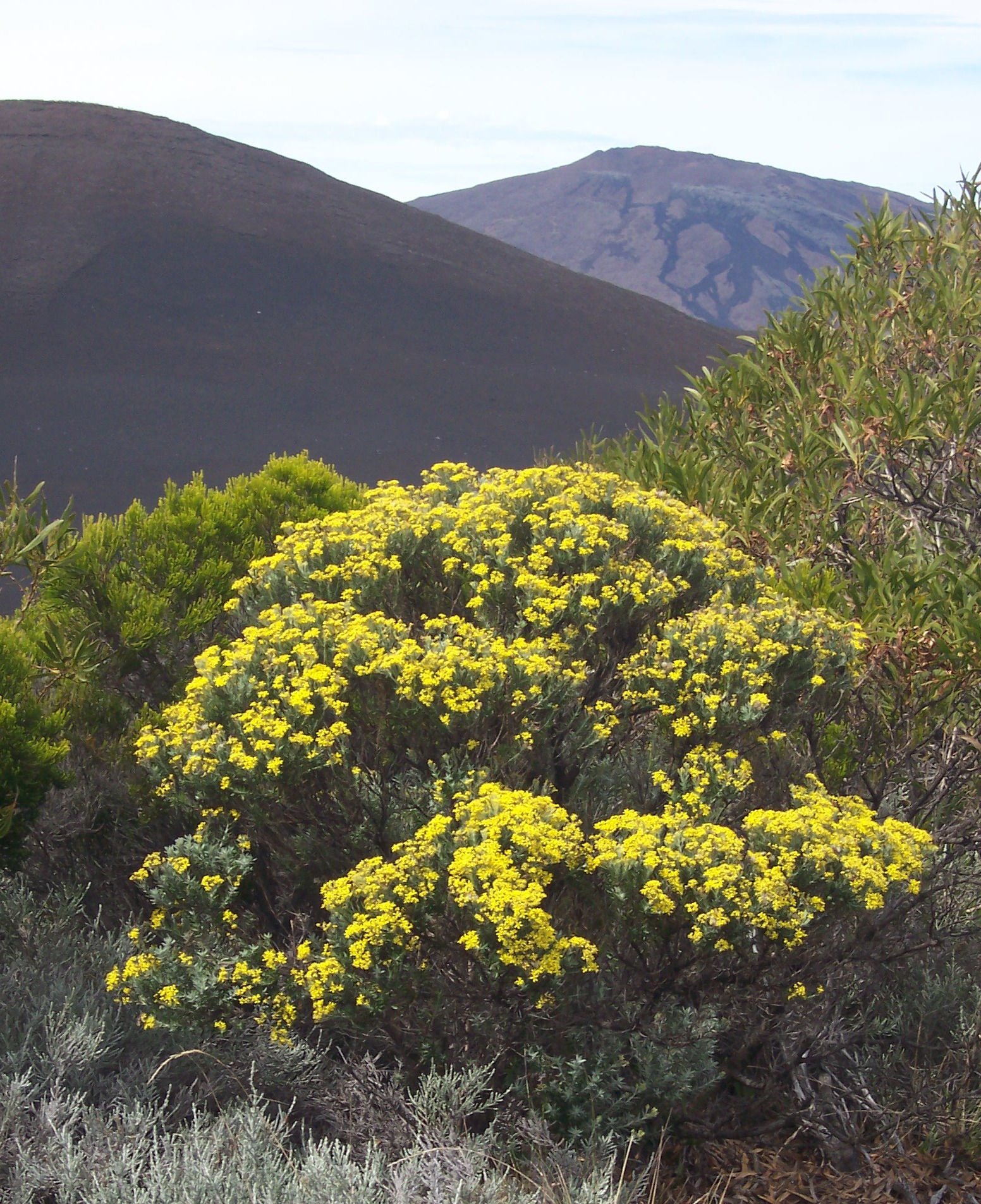
Ambaville blanc
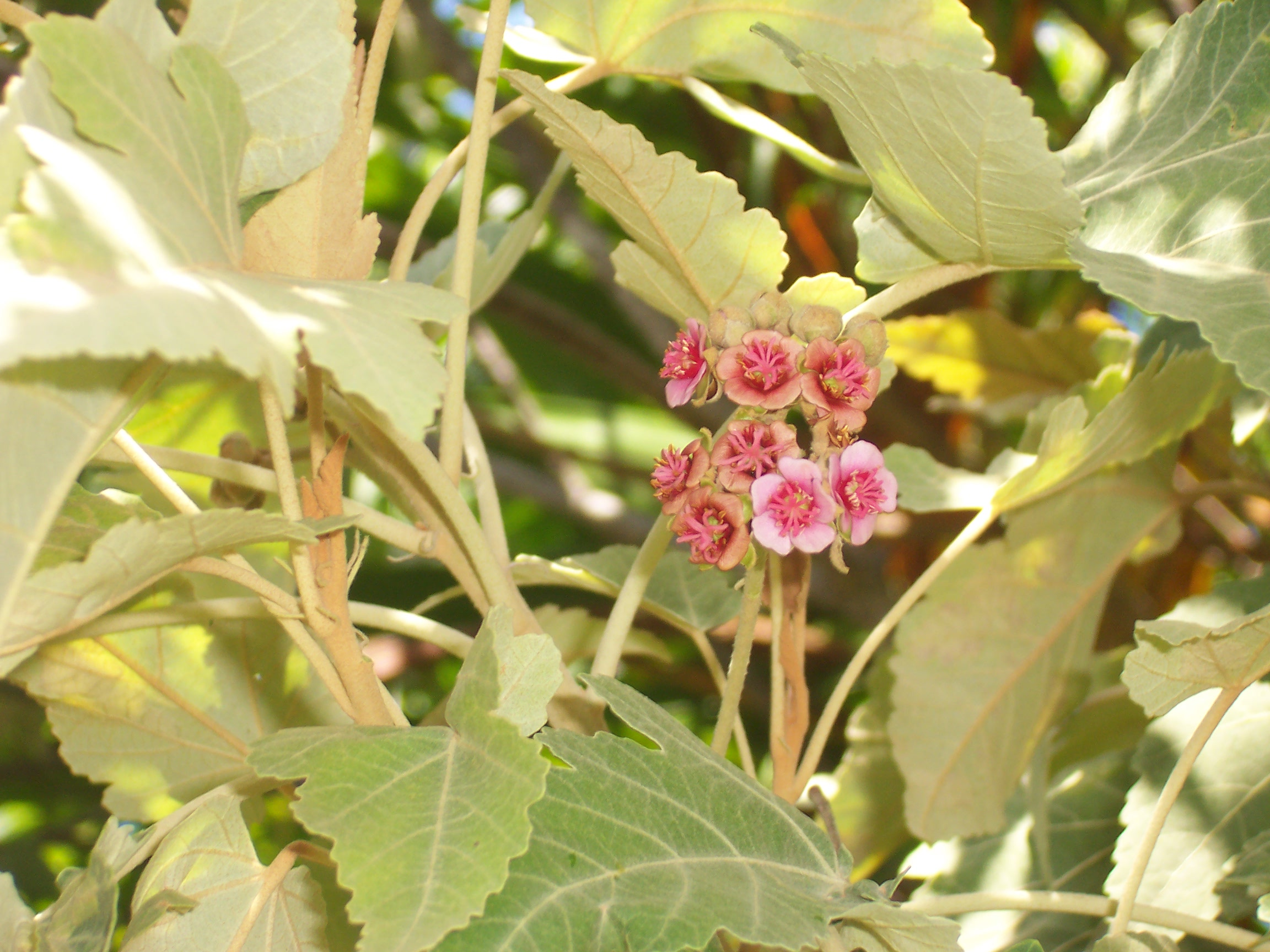
Bois de senteur blanc
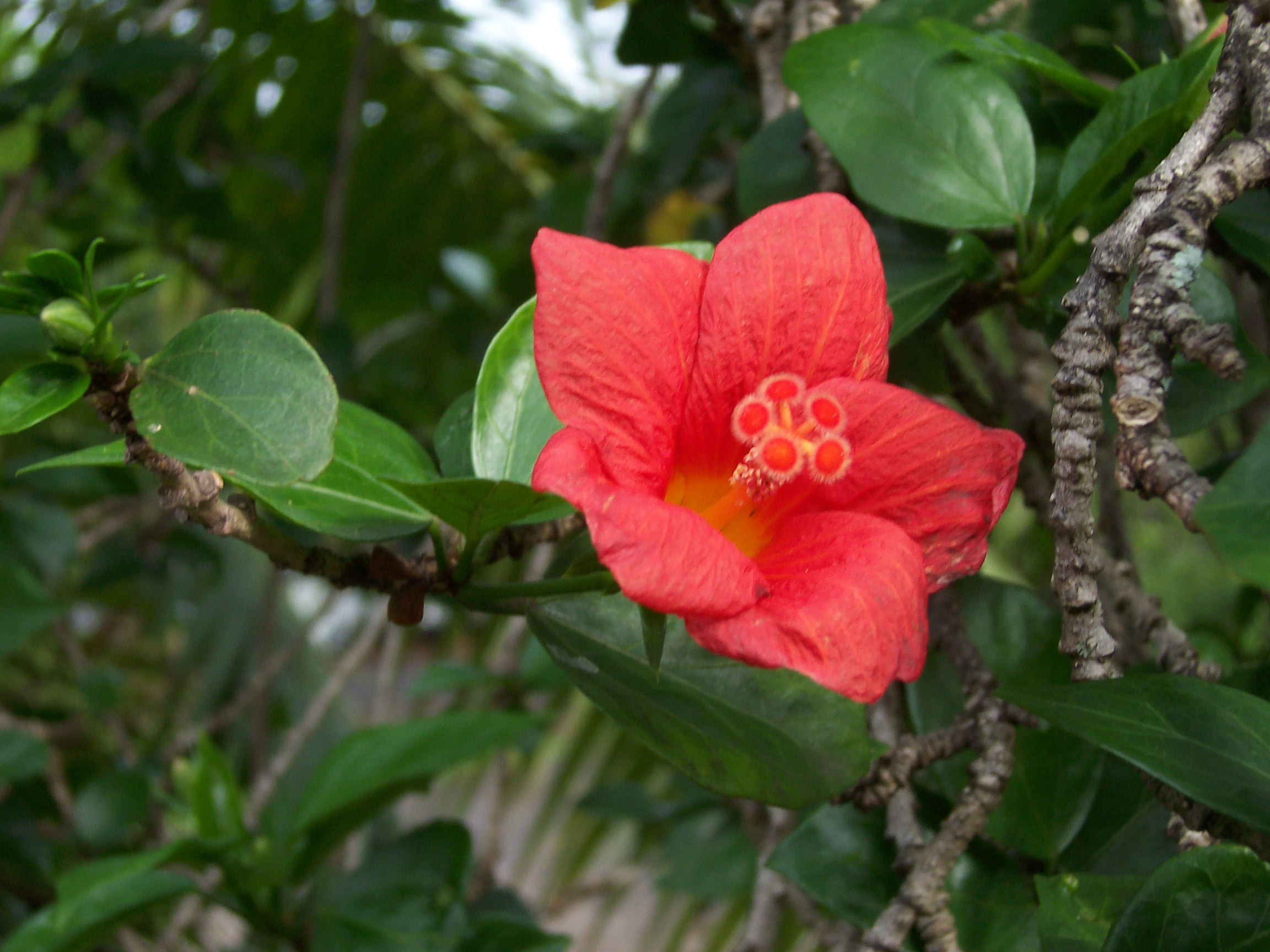
Foulsapate marron
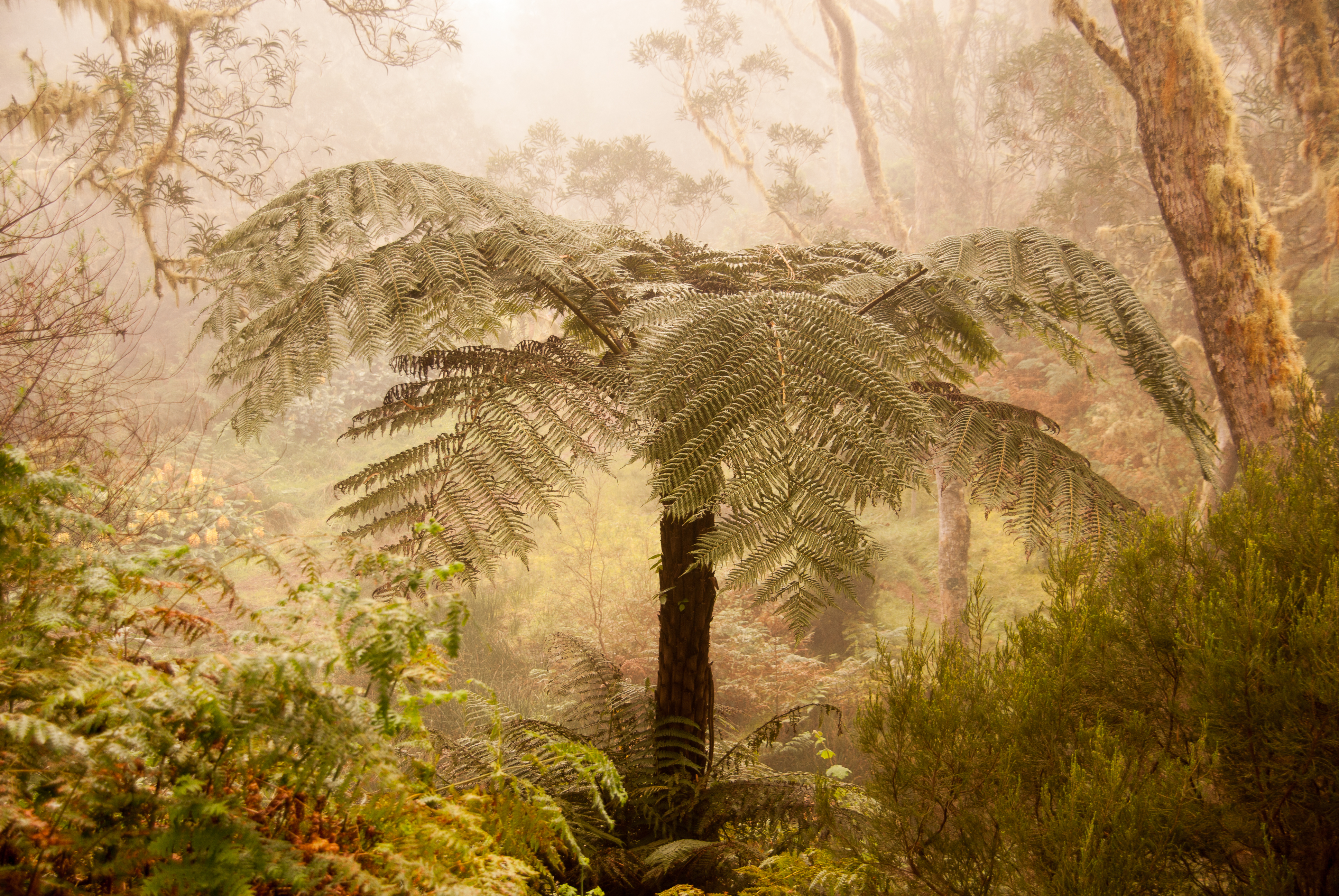
Cyatheales (Fougères arborescentes) dans la forêt de sans soucis dans le parc national de La Réunion. Mars 2010.

### Paysages

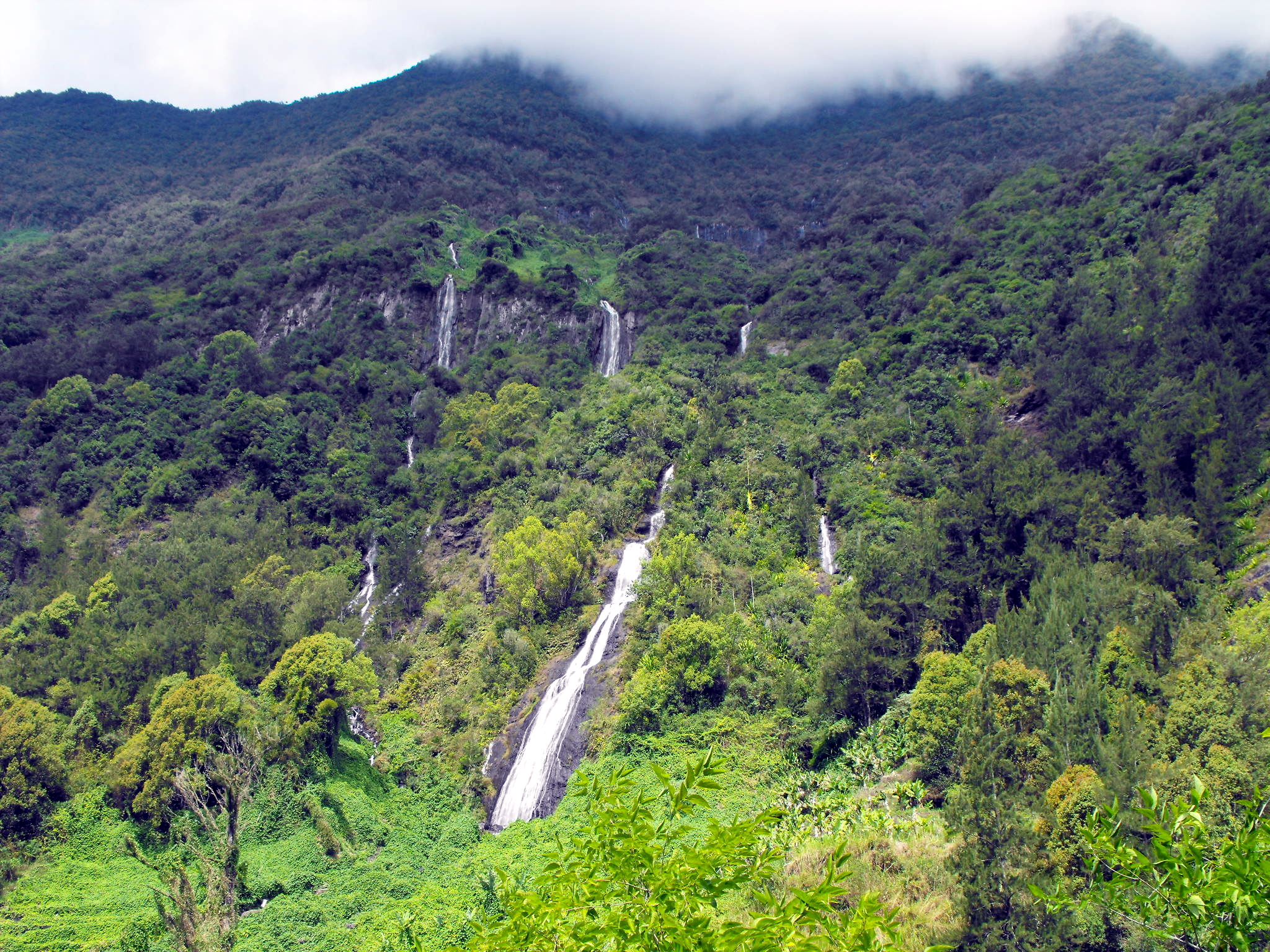
Voile de la Mariée, Salazie
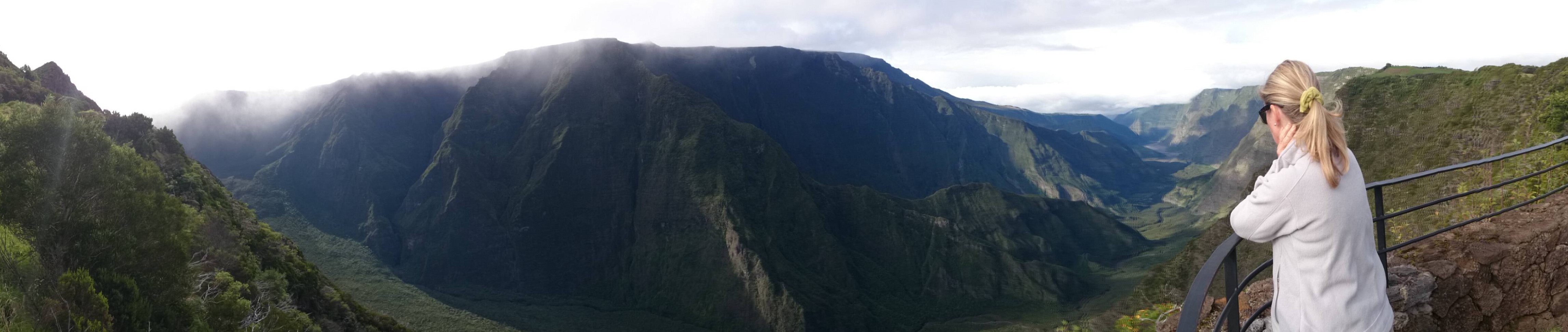
Point de vue depuis Nez de Bœuf
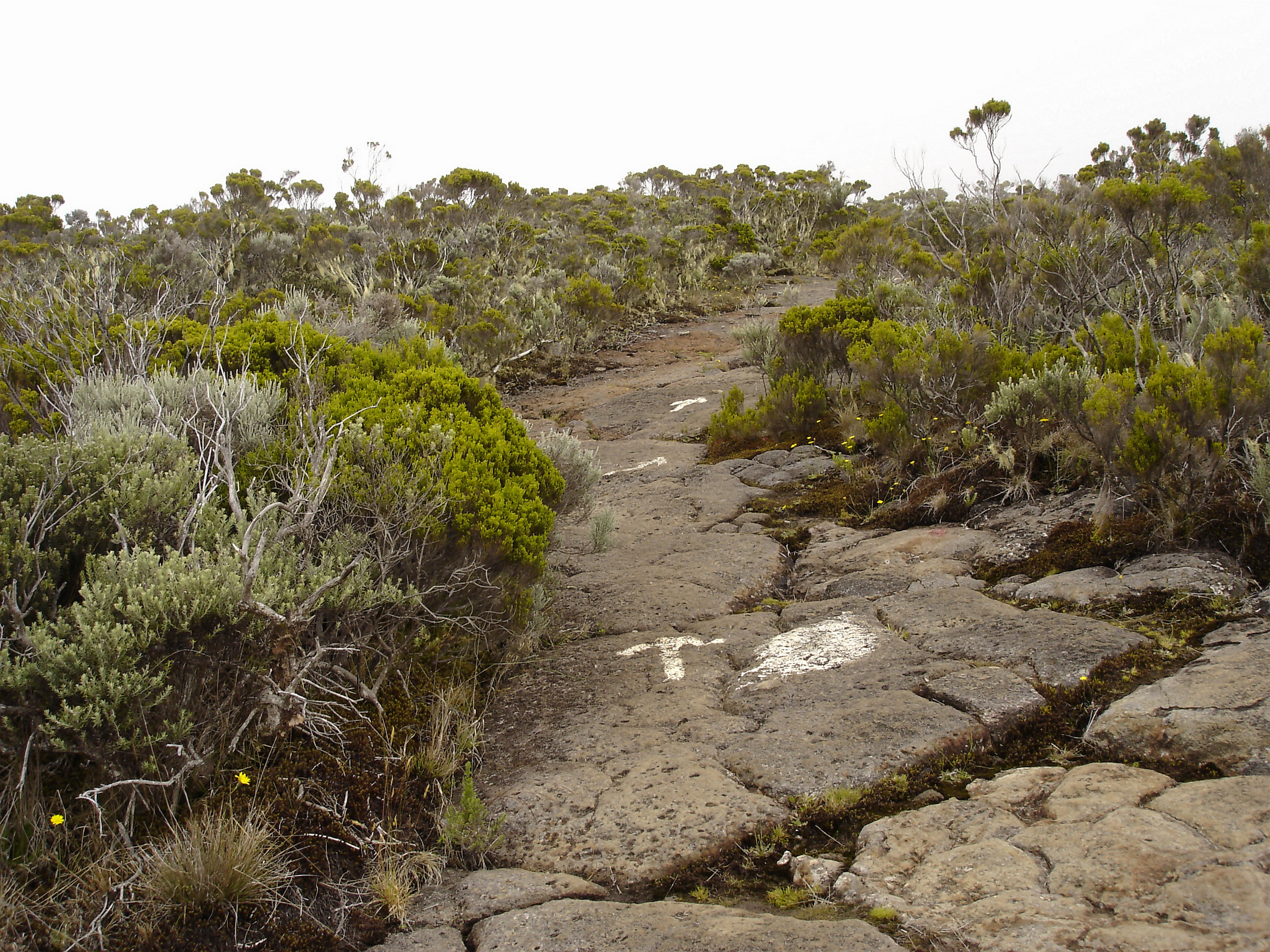
Un sentier traversant la zone autrefois couverte par la réserve naturelle de la Roche Écrite
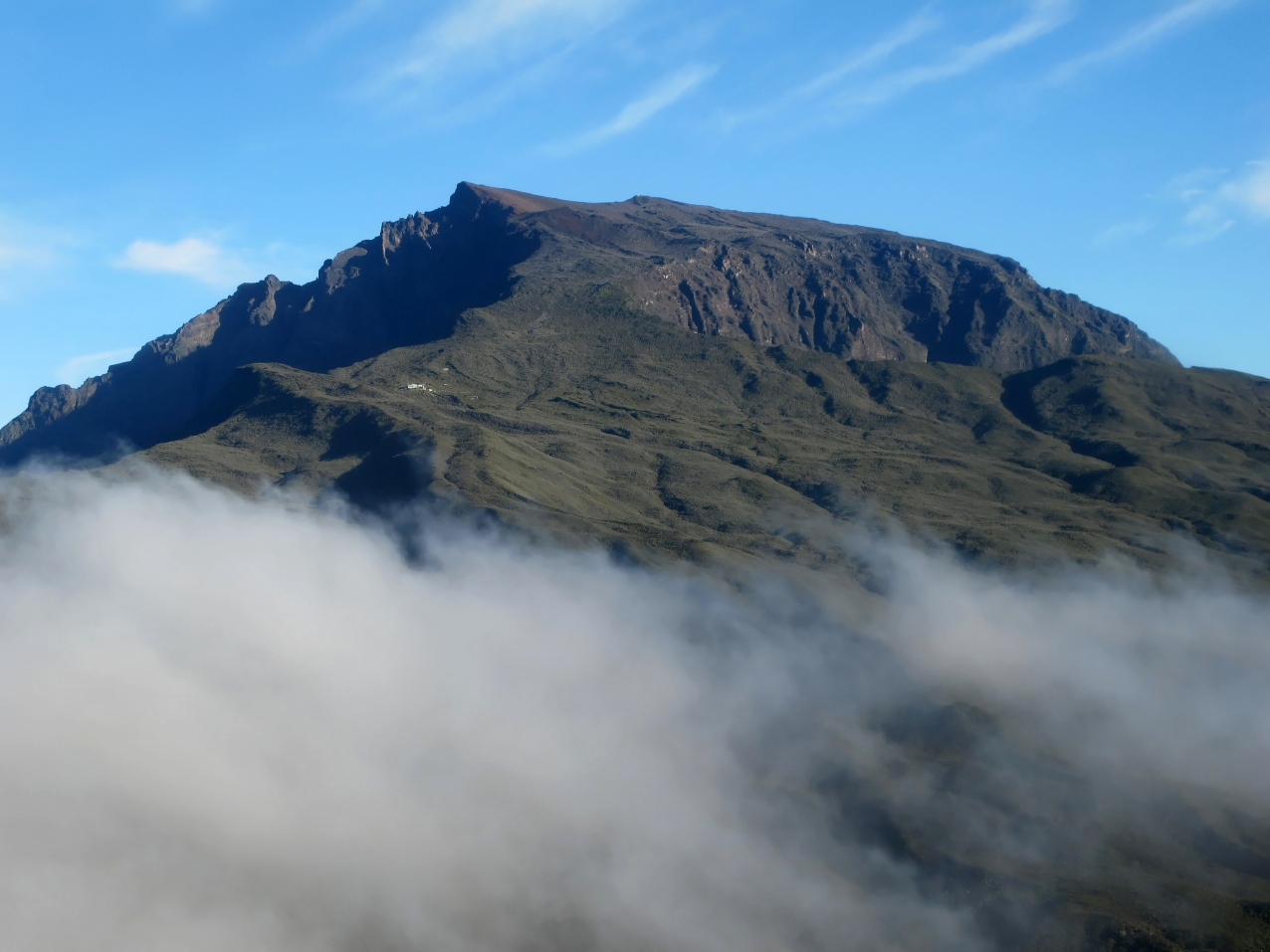
Le piton des Neiges
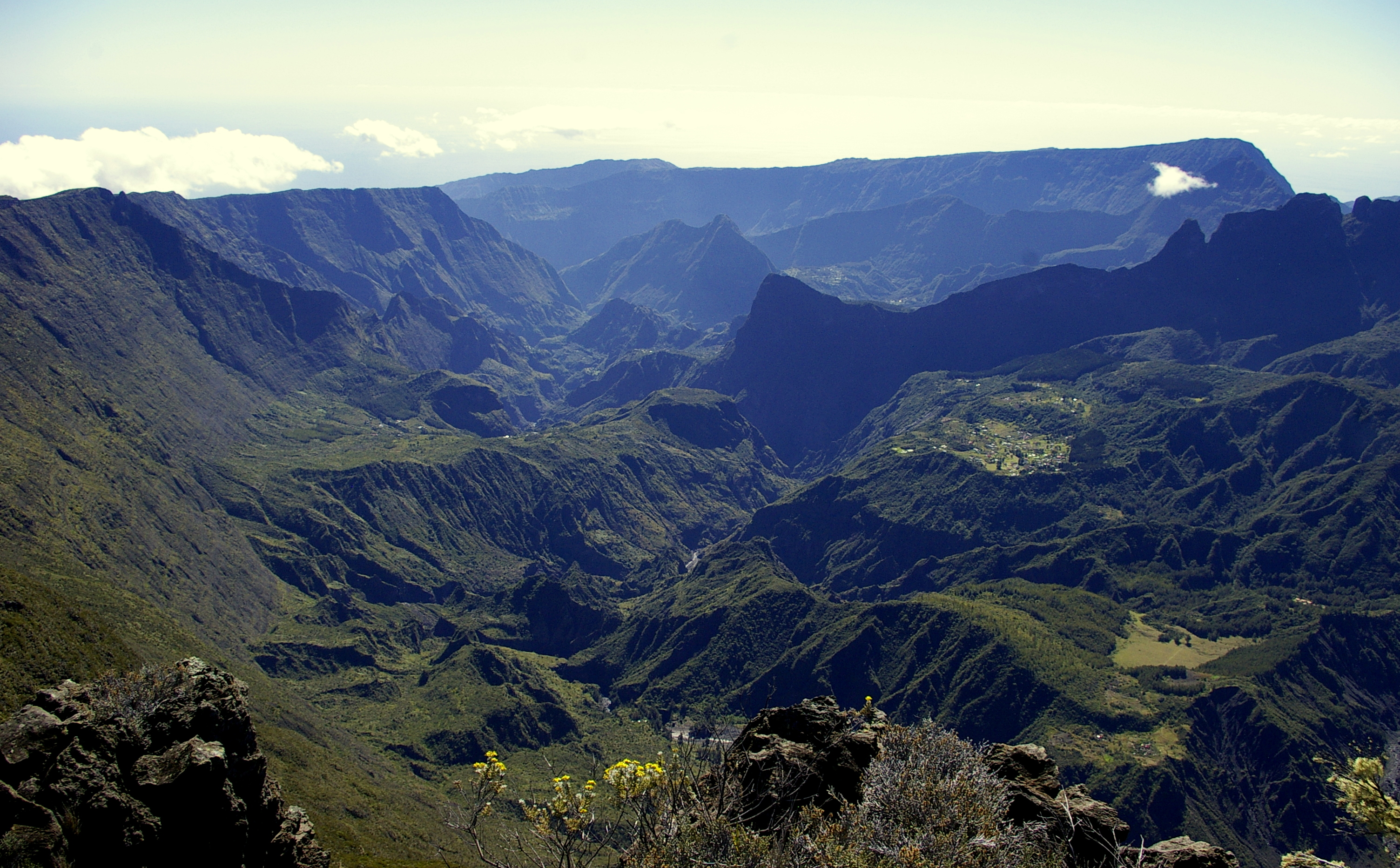
Vue générale sur le cirque de Mafate depuis le sommet du Grand Bénare
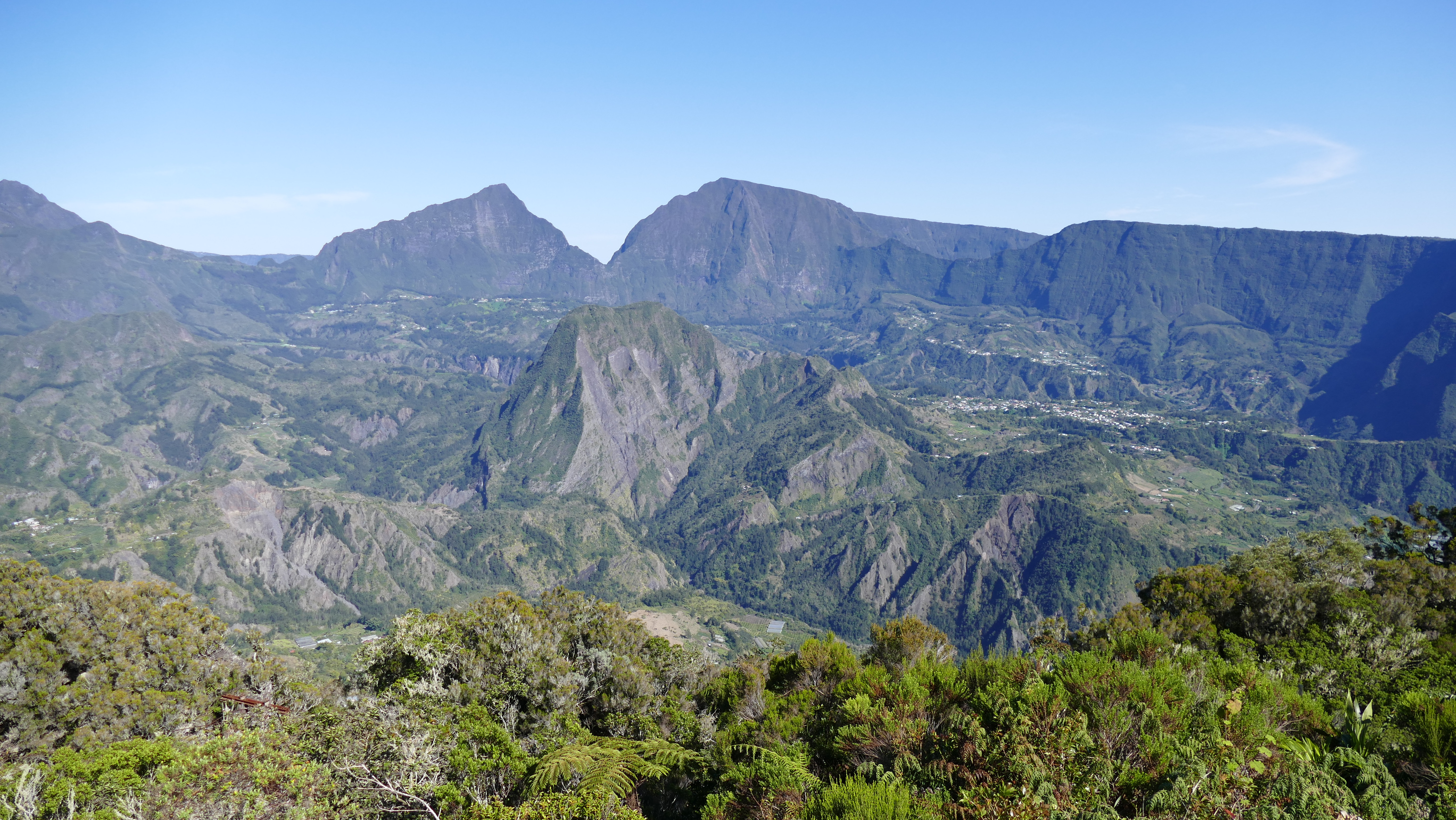
Cirque de Salazie
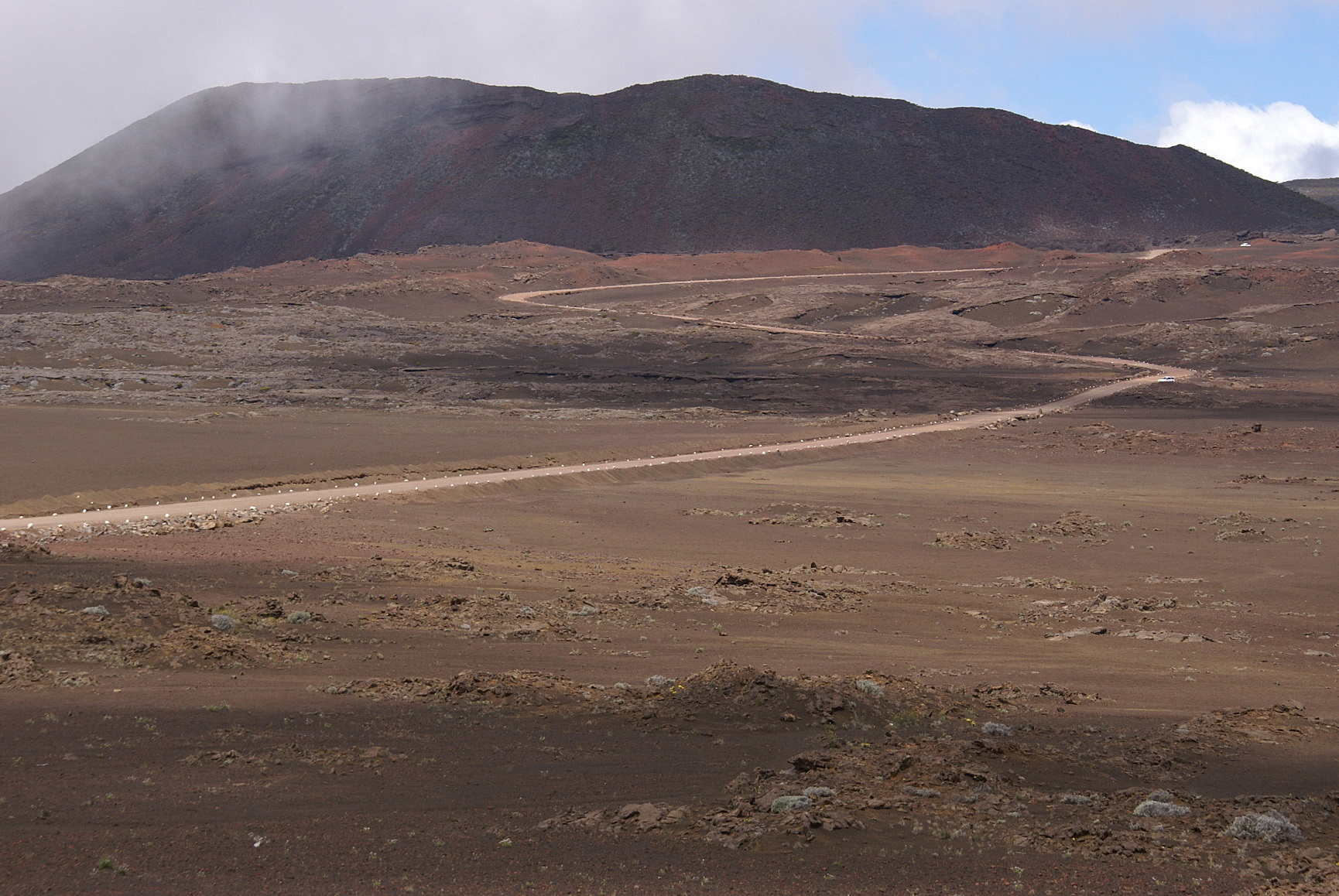
Plaine des Sables
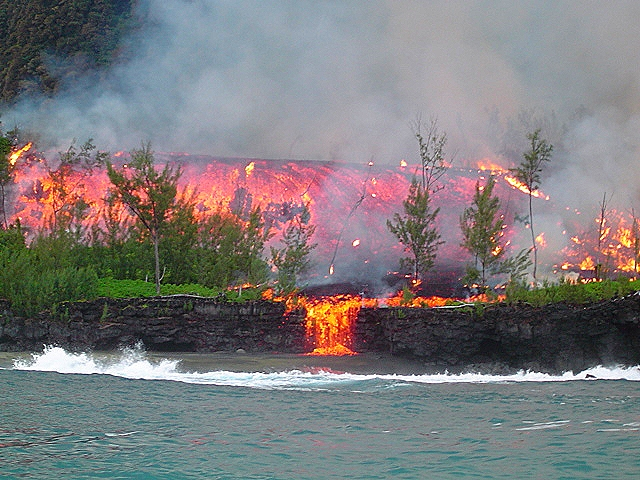
Coulée du piton de la Fournaise
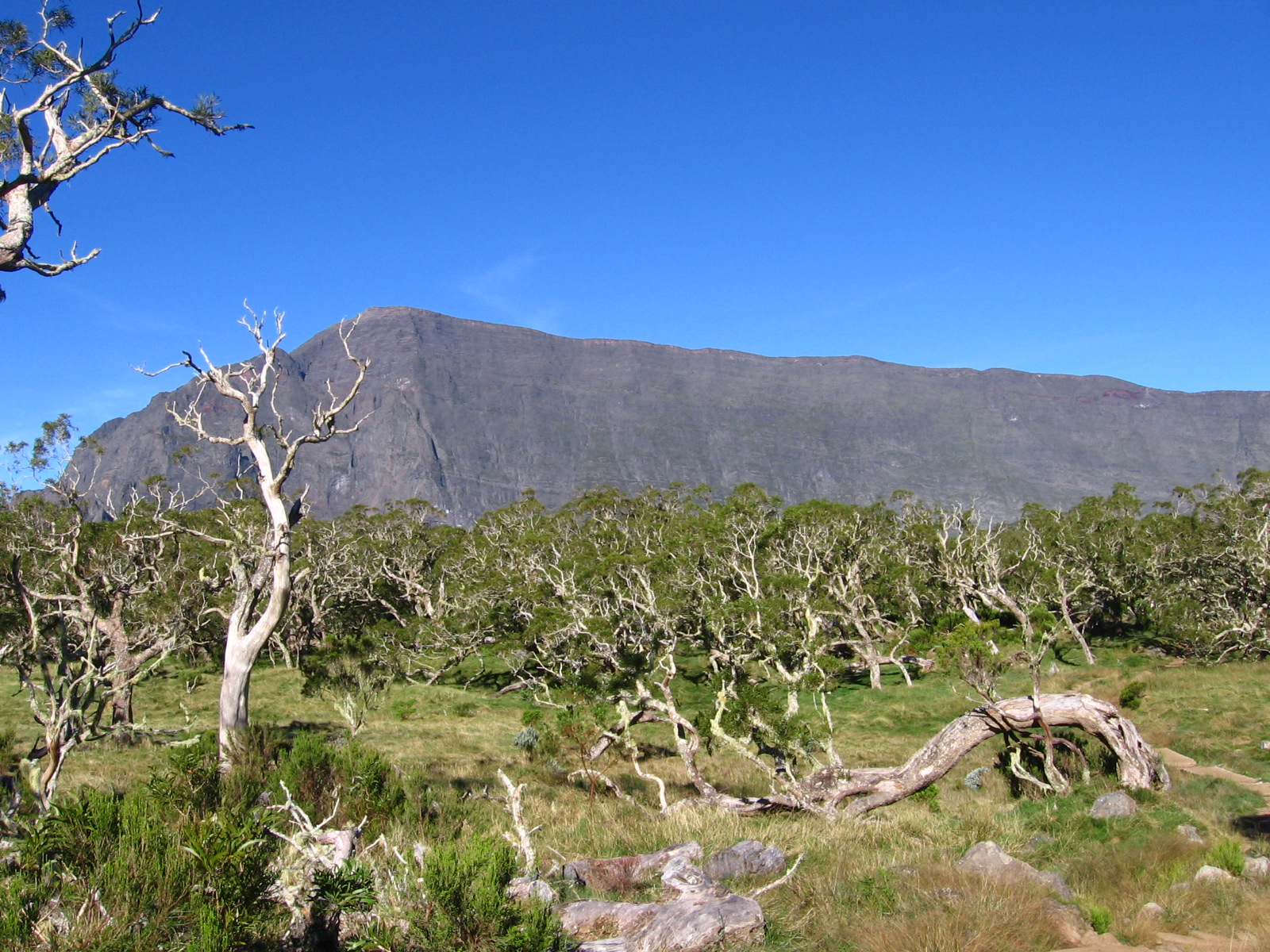
Tamarins
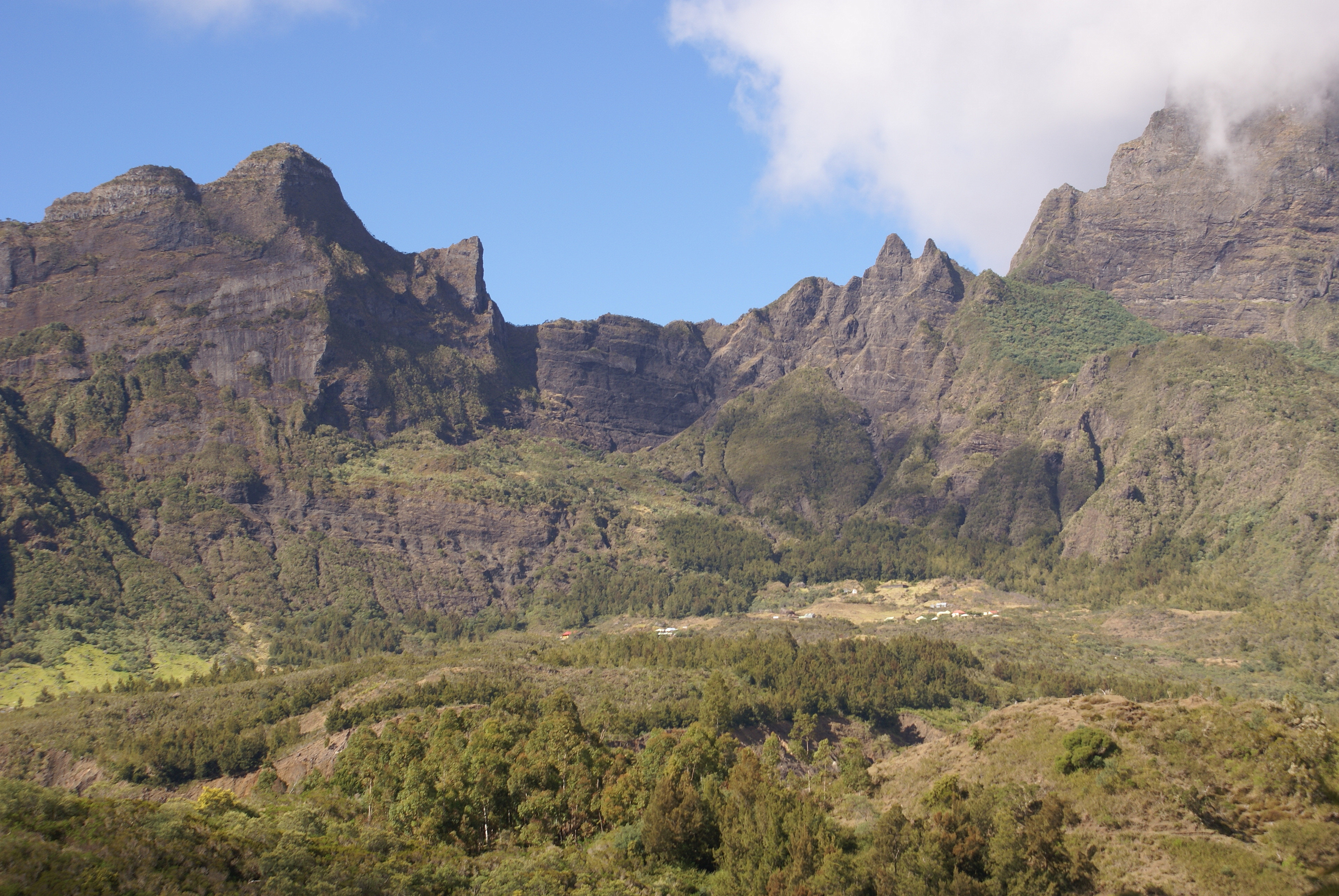
Cirque de Mafate

## Histoire

### Origines du projet
L'idée de créer un parc naturel à La Réunion a été lancée à partir de 1992. Trois ans plus tard, en 1995, la Charte réunionnaise de l'environnement et le schéma d'aménagement régional fixent le principe de la création de ce parc en faveur du développement durable des Hauts, soit de l'intérieur montagneux. Il est décidé qu'il alliera protection du patrimoine et développement économique.
Le 6 novembre 2000, le ministre de l'Aménagement du territoire et de l'Environnement annonce le choix de la formule du parc national et lance la procédure en vue de sa création. Le 7 février 2001, le préfet, le président du conseil régional Paul Vergès et le président du conseil général Jean-Luc Poudroux signent le protocole pour la création du parc national des Hauts de La Réunion.
Des études sont menées, et la mission engage une phase intense de concertation, de réunions-débats, de communication et de négociation qui aboutit à l'adoption le 12 mars 2003 par le comité de pilotage du projet parc national des Hauts. Il définit les principes pour la création d'un « parc national de nouvelle génération ». La suppression de la mention aux Hauts de l'île a lieu plus tard, peu avant l'enquête publique réalisée fin 2006.
Le parc national voit officiellement le jour le 5 mars 2007 par décret pris en conseil d'État. Son inauguration a eu lieu le 9 juillet 2008.

### Effets de la mise en œuvre
La création du parc national abroge les décrets d'application des deux réserves naturelles qui existaient jusqu'alors à La Réunion :
- La réserve naturelle de Mare-Longue, qui protégeait depuis 1981 la forêt de Mare Longue, dans les Hauts de Saint-Philippe.
- La réserve naturelle de la Roche Écrite, située dans le nord de l'île à cheval sur les territoires communaux de Saint-Denis et La Possession. Créée au tournant des années 1990 et 2000, elle protégeait les pentes de la Roche Écrite, un sommet de montagne qui culmine à 2 276 mètres d'altitude et dont les hauteurs abritent le tuit-tuit, un oiseau forestier endémique de la zone.

## Gestion et administration

### La Charte du parc national
La Charte du parc national de la Réunion propose un projet ambitieux pour le territoire des Hauts. Elle expose les différents objectifs de protection et de valorisation pour le cœur et les orientations de développement durable pour l’aire ouverte à l’adhésion. Elle joue également le rôle de plan de gestion du bien inscrit sur la liste du patrimoine mondial de l’Unesco. La Charte s'organise autour de 4 enjeux majeurs :
• Préserver la diversité des paysages et accompagner leurs évolutions
• Inverser la tendance à la perte de biodiversité
• Valoriser le patrimoine culturel des Hauts et assurer la transmission de ses valeurs
• Impulser une dynamique de développement économique pour les Hauts
La marque « Esprit parc national » créée en 2015 et adoptée par tous les parcs nationaux français a pour but de soutenir les différentes activités, qu'elles soient économiques, touristiques ou encore agricoles de ces territoires, en s’inscrivant dans le respect et la valorisation des patrimoines locaux des Parcs nationaux. La marque Esprit parc national garantie un mode de production responsable et écologique, une origine locale et l’authenticité des produits proposés.
Les valeurs principales véhiculées par la marque Esprit parc national sont :
- L’engagement : pour la préservation de la biodiversité
- L’authenticité : des traditions et des savoir-faire locaux
- Le respect : de la nature exceptionnelle, du patrimoine culturel, des acteurs locaux et des populations
- Le partage : autour d’une marque commune à tous les Parcs nationaux de France
- La vitalité : d’un état d’esprit positif, porteur de dynamisme et d’ouverture[8].

### Missions
Alors que le parc amazonien de Guyane créé en même temps que lui doit plutôt protéger la biodiversité, le parc national de La Réunion a pour vocation principale de sauvegarder l'endémisme à La Réunion. Sur cette île, et à titre de comparaison, le nombre d'espèces endémiques par unité de surface est trois fois plus élevé qu'à Hawaii et cinq fois plus qu'aux îles Galápagos.

### Moyens matériels
Le parc a démarré avec un budget de deux millions d'euros. Avec sa montée en charge le budget devrait progressivement atteindre huit millions d'euros[Quand ?].
Son siège a été fixé à La Plaine-des-Palmistes, il se trouve à la Maison du parc national, un bâtiment spécialement construit à cet effet.

### Structure et moyens humains
Le conseil d'administration se compose de 88 membres, parmi lesquels sont élus les 15 membres du bureau avec une voix délibérative :
1. Daniel Gonthier, maire de Bras-Panon, président ;
2. Philippe Berne ;
3. Stéphane Fouassin, maire de Salazie ;
4. René Squarzoni ;
5. Didier Robert, président du Conseil régional, suppléé par Marie-Pierre Hoarau ;
6. Nassimah Dindar, présidente du Conseil général, suppléée ;
7. Le directeur de la DIREN ;
8. Michel Sinoir, de la DAF ;
9. Le directeur de l'ONF ;
10. Bachil Valy, représentant des collectivités ;
11. Bernadette Ardon, représentante de l'environnement ;
12. Eric Magamootoo, président de Chambre de commerce et d'industrie de La Réunion, représentant le monde économique ;
13. Jean-Yves Langlois, représentant la culture, l'éducation et les loisirs ;
14. Jean-Pierre Avril, représentant la ruralité ;
15. un représentant du personnel.

Les délégations accordées par le conseil d'administration au Bureau sont maximales. Il n'a conservé que les pouvoirs qu'il lui est interdit par la loi de déléguer au Bureau.
Le Conseil scientifique, présidé par Dominique Strasberg, se compose de 18 membres et 5 experts extérieurs. Son avis est consultatif. Le Conseil économique social et culturel reste à créer.
Le directeur du parc est Jean-Philippe Delorme qui a succédé à Marylène Hoarau en 2017.

### Controverses
En 2008, le Bureau du parc national donne un avis favorable, contre la position très réticente du conseil scientifique, au projet de forages exploratoires de géothermie sur la Plaine des Sables alors que le site est inscrit au patrimoine mondial de l'UNESCO. En 2016, la Région Réunion veut déclasser le parc national en parc régional, au grand dam des défenseurs de la nature,.

## Tourisme
Le parc national de la Réunion est un espace majeur d’accueil et de découverte, tant pour les résidents que pour les visiteurs. Il abrite des sites exceptionnels classés au patrimoine mondial de l'UNESCO, comme les majestueux cirques de Salazie, Mafate et Cilaos mais aussi le volcan du piton de la Fournaise et le fameux piton des Neiges. Il constitue le socle de l’offre touristique et de loisirs de l’île, sur lequel se fondent son attractivité et sa renommée.
De nombreuses activités se pratiquent dans les Hauts permettant ainsi la découverte de la nature comme le repos et la détente, le pique-nique, les échanges et les rencontres avec les Réunionnais. L'activité principale reste cependant la randonnée avec près de 1 000 kilomètres de sentiers ouverts permettant également la randonnée équestre et la promenade en VTT. Le parc est aussi très propice à la pratique d’autres loisirs aquatiques, aériens ou terrestres : canyoning, sports d’eaux vives, escalade ou encore spéléologie dans les tunnels de laves créés par les récentes coulées.
Située à La Plaine-des-Palmistes, la Maison du parc national offre à ses visiteurs une exposition permanente, « La Réunion, île de nature, cœur des hommes »"ainsi que ses agréables jardins constitués d’espèces endémiques, consacrés à la culture réunionnaise.